# Маршмелоу

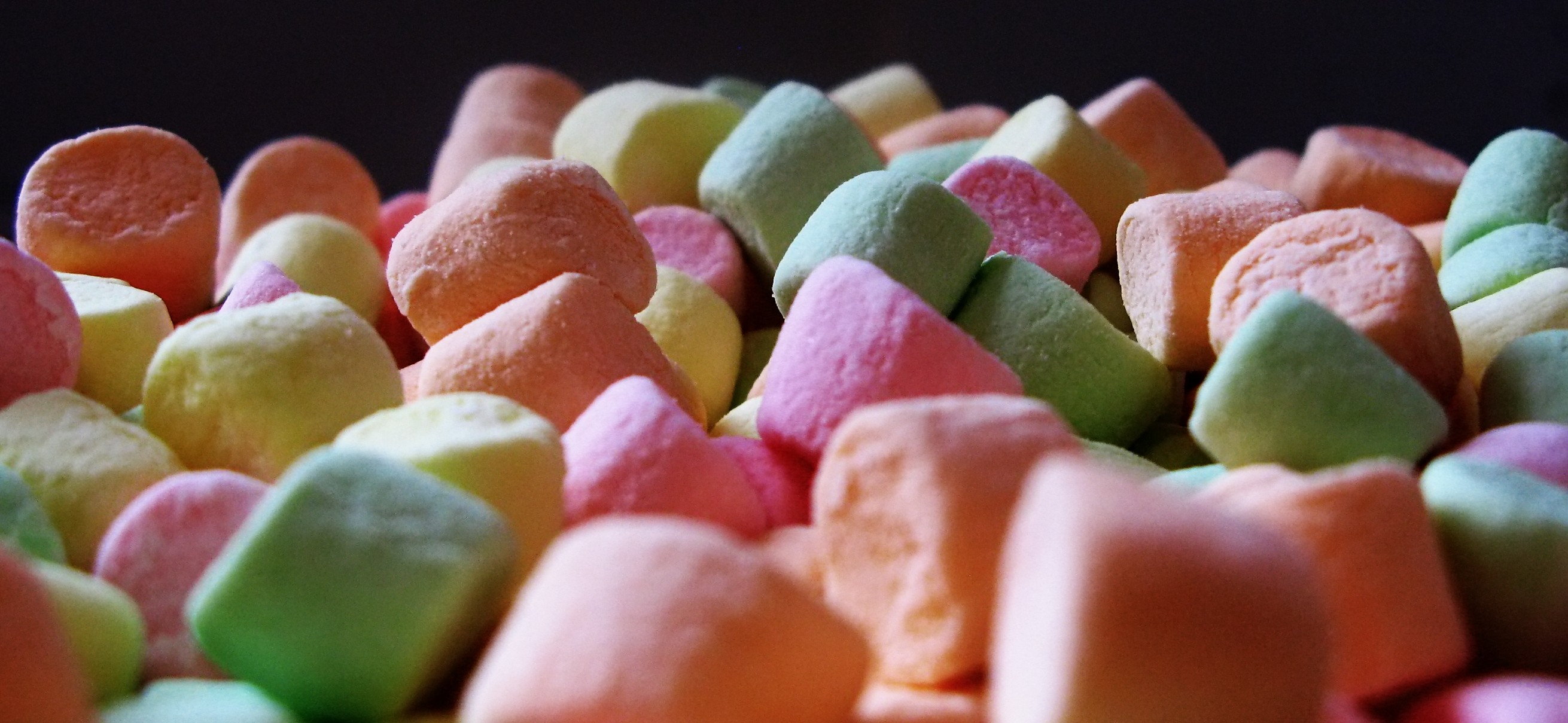

Маршмелоу — це кондитерський виріб, який, як правило, складається з цукру або кукурудзяного сиропу, води, желатину, глюкози, ароматизаторів, іноді барвників, збитих у густу піну. Деякі рецепти включають яйця.

## Назва
Походить від англійської назви рослини Алтея лікарська (англ. marshmallow plant). З цих солодощів робили ліки з додаванням алтеї лікарської лат. Althaea officinalis і використовували для лікування хвороб горла.

## Історія
Перші маршмелоу готували, виварюючи шматочки кореня з медом до затвердіння. Такі солодощі використовували переважно з лікувальною метою. Перші згадки знаходять у 2 тис до н. е. у Давньому Єгипті. У 19 ст французькі кондитери покращили рецепт (додали білок з яйця, трояндову воду) і почали виробництво під назвою фр. Pâté de Guimauve.
В англомовних країнах існує популярна традиція смажити маршмелоу на відкритому вогні.